# Charles Scicluna
Charles Scicluna (Toronto, 15 mei 1959) is een Maltees bisschop van de Rooms-Katholieke Kerk.

## Biografie
Scicluna werd in 1986 tot priester gewijd. In 1991 werd hij professor canoniek recht. Zijn thesispromotor was Raymond Leo Burke. In 2012 werd hij hulpbisschop van Malta. Toen aartsbisschop Paul Cremona in 2014 ontslag nam, werd Scicluna aartsbisschop. Hij werd geïnstalleerd als aartsbisschop van Malta op 21 maart 2015.  
Scicluna speelt een belangrijke rol als onderzoeker van seksueel misbruik binnen de Rooms-Katholieke Kerk. Zo was hij in 2006 betrokken bij de vervolging van de van misbruik beschuldigde Mexicaanse priester Marcial Maciel en deed hij begin 2018 in Chili onderzoek naar bisschop Juan Barros, die seksueel misbruik bij kinderen door een priester uit zijn bisdom zou hebben verzwegen. Naar aanleiding van dit laatste schandaal dienden alle Chileense bisschoppen op 18 mei 2018 hun ontslag in bij de paus.